# Loubigné
Loubigné est une commune du Centre-Ouest de la France située dans le département des Deux-Sèvres, en région Nouvelle-Aquitaine.

## Géographie
La commune est située au sud de Chef-Boutonne et de la vallée de la Boutonne. Elle comprend plusieurs hameaux : dans sa partie nord Beauregard, à l'est la Pérouze, au sud-est le Puits de la Grue et Domazan, au sud les Granges.

### Climat
Pour des articles plus généraux, voir Climat de la Nouvelle-Aquitaine et Climat des Deux-Sèvres.
Historiquement, la commune est exposée à un climat océanique du nord-ouest.  
En 2020, Météo-France publie une typologie des climats de la France métropolitaine dans laquelle la commune est exposée à un climat océanique et est dans la région climatique  Poitou-Charentes, caractérisée par un bon ensoleillement, particulièrement en été et des vents modérés.
Pour la période 1971-2000, la température annuelle moyenne est de 12,1 °C, avec une amplitude thermique annuelle de 14,8 °C. Le cumul annuel moyen de précipitations est de 848 mm, avec 11,9 jours de précipitations en janvier et 7,2 jours en juillet. Pour la période 1991-2020, la température moyenne annuelle observée sur la station météorologique la plus proche, située sur la commune de Valdelaume à 5 km à vol d'oiseau, est de 12,8 °C et le cumul annuel moyen de précipitations est de 854,2 mm,. Pour l'avenir, les paramètres climatiques de la commune estimés pour 2050 selon différents scénarios d’émission de gaz à effet de serre sont consultables sur un site dédié publié par Météo-France en novembre 2022.

## Urbanisme

### Typologie
Au 1er janvier 2024, Loubigné est catégorisée commune rurale à habitat très dispersé, selon la nouvelle grille communale de densité à sept niveaux définie par l'Insee en 2022.
Elle est située hors unité urbaine et hors attraction des villes,.

### Occupation des sols
L'occupation des sols de la commune, telle qu'elle ressort de la base de données européenne d’occupation biophysique des sols Corine Land Cover (CLC), est marquée par l'importance des territoires agricoles (90,4 % en 2018), en diminution par rapport à 1990 (92,9 %). La répartition détaillée en 2018 est la suivante : 
terres arables (74,3 %), zones agricoles hétérogènes (13 %), forêts (7,2 %), prairies (3,1 %), zones urbanisées (2,3 %). L'évolution de l’occupation des sols de la commune et de ses infrastructures peut être observée sur les différentes représentations cartographiques du territoire : la carte de Cassini (XVIIIe siècle), la carte d'état-major (1820-1866) et les cartes ou photos aériennes de l'IGN pour la période actuelle (1950 à aujourd'hui).

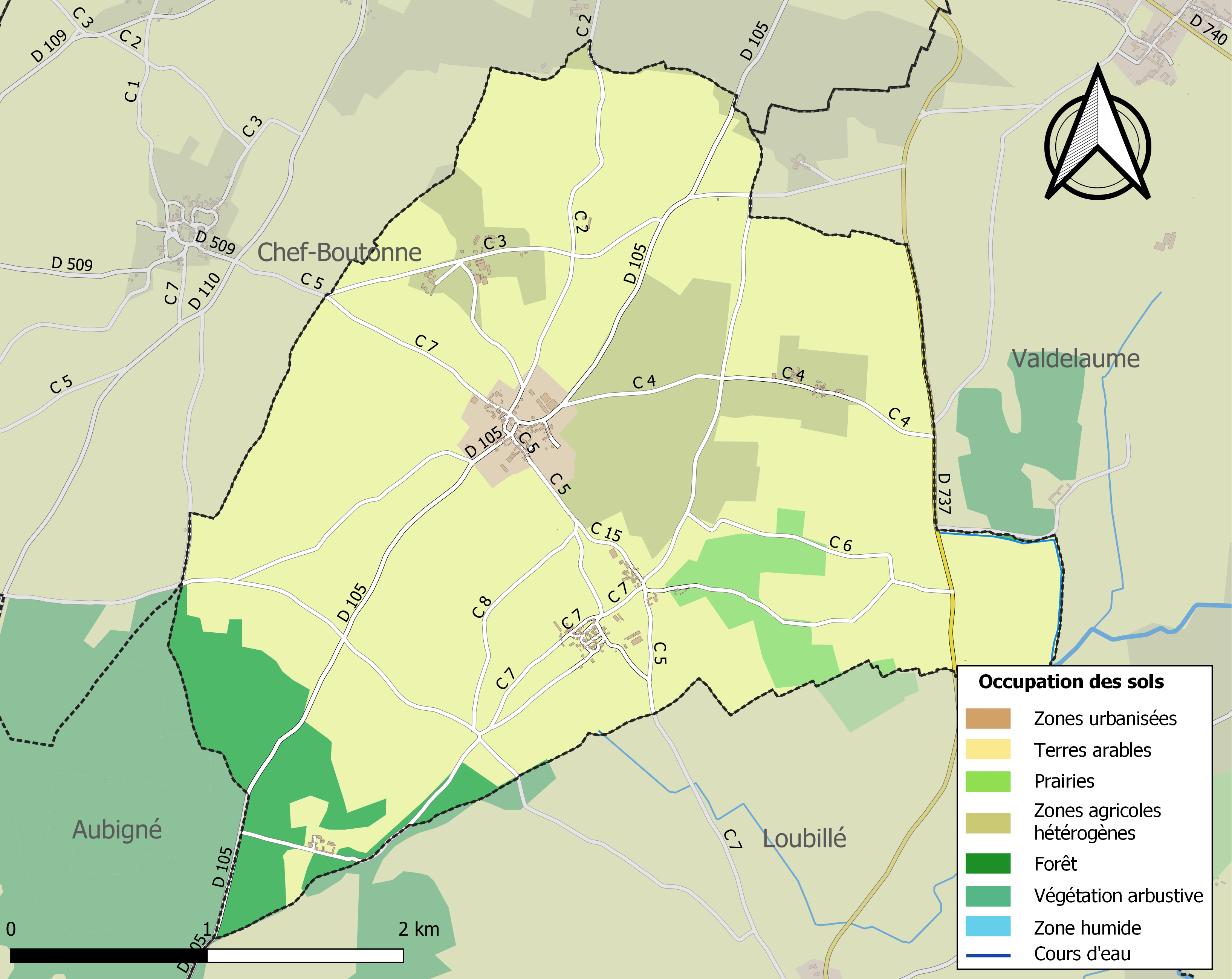
Carte des infrastructures et de l'occupation des sols de la commune en 2018 (CLC).

### Risques majeurs
Le territoire de la commune de Loubigné est vulnérable à différents aléas naturels : météorologiques (tempête, orage, neige, grand froid, canicule ou sécheresse), mouvements de terrains et séisme (sismicité modérée). Il est également exposé à un risque technologique,  le transport de matières dangereuses. Un site publié par le BRGM permet d'évaluer simplement et rapidement les risques d'un bien localisé soit par son adresse soit par le numéro de sa parcelle.

#### Risques naturels

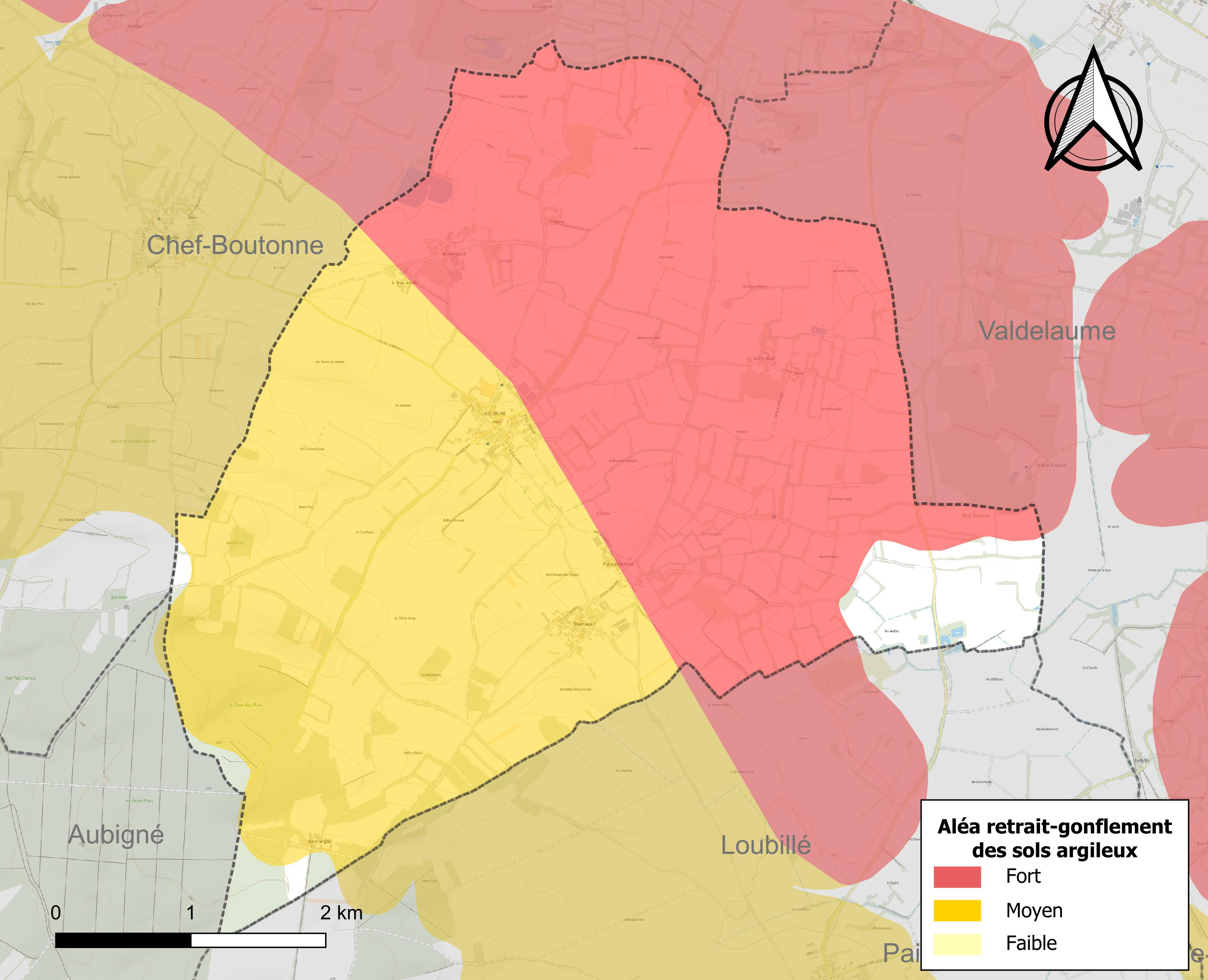
Carte des zones d'aléa retrait-gonflement des sols argileux de Loubigné.

Les mouvements de terrains susceptibles de se produire sur la commune sont des tassements différentiels. Le retrait-gonflement des sols argileux est susceptible d'engendrer des dommages importants aux bâtiments en cas d’alternance de périodes de sécheresse et de pluie. 93,6 % de la superficie communale est en aléa moyen ou fort (54,9 % au niveau départemental et 48,5 % au niveau national). Depuis le 1er octobre 2020, en application de la loi ELAN, différentes contraintes s'imposent aux vendeurs, maîtres d'ouvrages ou constructeurs de biens situés dans une zone classée en aléa moyen ou fort,.
La commune a été reconnue en état de catastrophe naturelle au titre des dommages causés par les inondations et coulées de boue survenues en 1982, 1983, 1999 et 2010, par la sécheresse en 2003 et par des mouvements de terrain en 1999 et 2010.

## Toponymie
Loubigné apparaît en 937 sous le nom de "Lubiniacum", dérivé du nom d'homme latin "Lupinius", ou directement du latin "lupus" (loup), suivi par le suffixe gallo-romain "-acum" d'origine gauloise à valeur adjectivale.
Les hameaux :
- "La Pérouze" représente le poitevin "pérouse" (pierreuse), du latin "petrosa"
- "La Toucherolle" est le diminutif de "touche", variante "toche" en ancien français[19], qui désignait une réserve de bois entre les défrichements ou un bosquet[18]
- "Domazan", "Dennazo" en 838[20], "Damoisan" sur la carte de Cassini, dérive du latin "domus" (construction, maison)
- "Le Puits de la Grue", noté "Puy de la Cru" sur la carte de Cassini[20].

## Histoire
Le premier seigneur connu s'appelait Guillaume de la Faye, décédé en 1477.
Au siècle suivant, Antoine de la Faye
s'employa à récolter des fonds dans la région qui servirent à
payer une partie de la rançon de François Ier.
Louis, Jean et  Antoine de la Faye
vécurent quelques mois dans leur château de Loubigné en n'en
sortant que sous escorte, accusés d'avoir tué d'un coup d'épée, en 1514, le maçon Pierre Brossard, à la sortie d'un hostel à La Bataille. Une lettre de rémission signée du roi leur parvint en 1515.
Au milieu du XVIIIe siècle, Loubigné comptait 19 petites métairies et 2 moulins à vent. Quelques
parcelles étaient plantées de vignes.
Pendant la Révolution, l'abbé Geay de la Fragnée prêta le serment constitutionnel. L'église paroissiale Saint-Pierre fut vendue et démolie pierre par pierre pour bâtir une ferme au voisinage. Selon la tradition, elle aurait abrité une image de la Vierge, rapportée de croisade ; on y venait en pèlerinage.

## Politique et administration

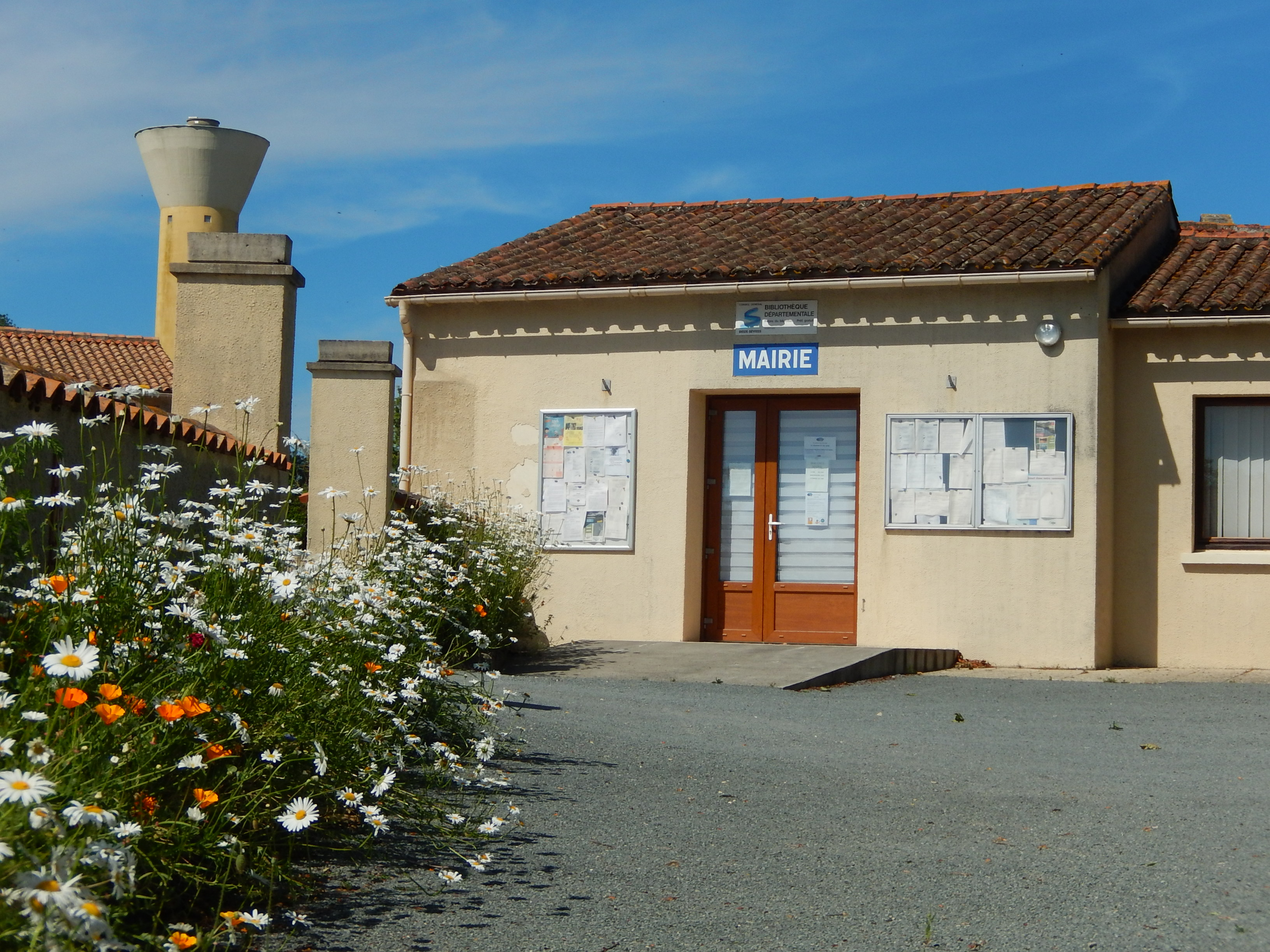
La mairie de Loubigné.

| Période   | Période  | Identité                          | Étiquette | Qualité |
| --------- | -------- | --------------------------------- | --------- | ------- |
| mars 2001 | 2020     | Serge Balland                     |           |         |
| 2020      | En cours | Cyril Balland (fils du précédent) |           |         |

## Démographie
À partir du XXIe siècle, les recensements réels des communes de moins de 10 000 habitants ont lieu tous les cinq ans. Pour Loubigné, cela correspond à 2005, 2010, 2015, etc. Les autres dates de « recensements » (2006, 2009, etc.) sont des estimations légales.
| 1793 | 1800 | 1806 | 1821 | 1831 | 1836 | 1841 | 1846 | 1851 |
| ---- | ---- | ---- | ---- | ---- | ---- | ---- | ---- | ---- |
| 303  | 342  | 315  | 319  | 357  | 344  | 334  | 360  | 339  |

| 1856 | 1861 | 1866 | 1872 | 1876 | 1881 | 1886 | 1891 | 1896 |
| ---- | ---- | ---- | ---- | ---- | ---- | ---- | ---- | ---- |
| 337  | 328  | 317  | 311  | 309  | 296  | 284  | 273  | 292  |

| 1901 | 1906 | 1911 | 1921 | 1926 | 1931 | 1936 | 1946 | 1954 |
| ---- | ---- | ---- | ---- | ---- | ---- | ---- | ---- | ---- |
| 268  | 282  | 260  | 258  | 263  | 265  | 299  | 266  | 277  |

| 1962 | 1968 | 1975 | 1982 | 1990 | 1999 | 2005 | 2006 | 2010 |
| ---- | ---- | ---- | ---- | ---- | ---- | ---- | ---- | ---- |
| 256  | 224  | 219  | 199  | 174  | 167  | 173  | 171  | 162  |

| 2015 | 2020 | 2022 | - | - | - | - | - | - |
| ---- | ---- | ---- | - | - | - | - | - | - |
| 162  | 156  | 157  | - | - | - | - | - | - |

## Lieux et monuments

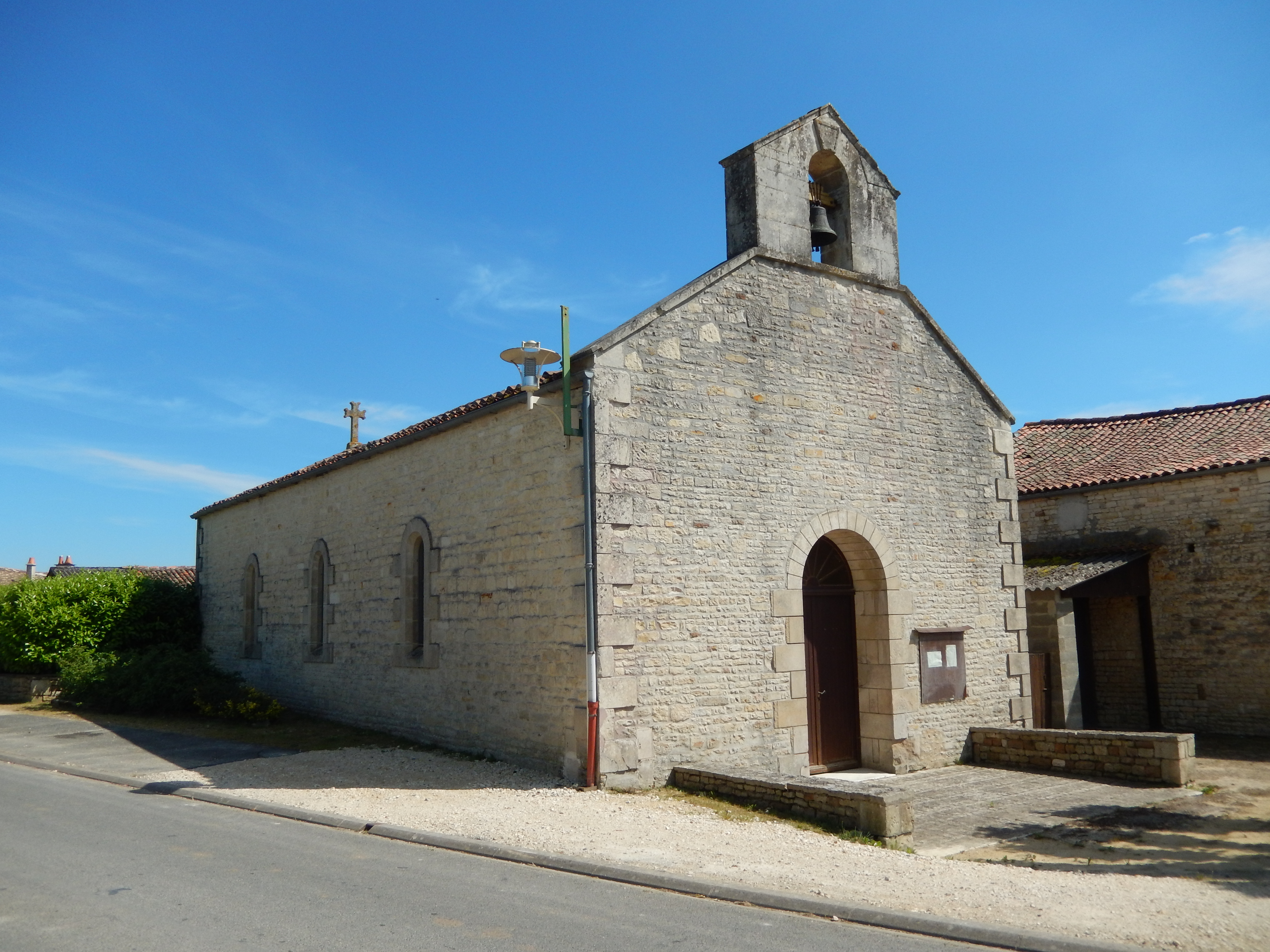

- L'église Saint-Pierre, au centre du village.